# Brijendra Singh
Brijendra Singh (Bharatpur, 1º febbraio 1918 – Bharatpur, 8 luglio 1995) fu maharaja di Bharatpur dal 1929 al 1947.

## Biografia
Il maharaja Brijendra Singh nacque a Savar Mahal, Bharatpur, il 1 febbraio 1918. Egli era il figlio primogenito del maharaja Kishan Singh e di sua moglie, la maharani Rajendra Kaur. In gioventù venne educato a Bryanston ed a Wellington.
Brijendra Singh succedette al trono di suo padre alla morte di quest'ultimo il 27 marzo 1929, regnando però con un consiglio di reggenza dal momento che la sua giovane età gli impediva di assumere da subito tutti i poteri che la corona comportava. Il 22 ottobre 1939 venne investito dapprima di poteri limitati e poi dei pieni poteri. Decise di permettere al suo stato volontariamente di entrare a far parte della repubblica indiana nell'agosto del 1947. Il 18 marzo 1948 guidò l'unione del suo stato a quello di Matsya, venendo poi entrambi assorbiti nel Rajasthan dal 15 maggio 1949.
Pur privato della propria carica politica, venne eletto membro del parlamento indiano (nella camera, la cosiddetta Lok Sabha) dal 1962 al 1971. Il 28 dicembre 1971, per disposizioni del governo indiano, venne privato del suo rango reale, dei titoli e degli onori spettanti alla sua persona.
Morì l'8 luglio 1995, e venne succeduto a capo della sua casata dal figlio Vishvendra Singh.

## Matrimonio e figli
Si sposò in prime nozze al palazzo di Amba Vilas, a Mysore, il 18 giugno 1941, con la maharani Chamunda Ammani Avaru, figlia terzogenita di Maharajkumar Kanthirava Narasimharaja Wadiyar.
Si risposò in seguito a Bharatpur nel giugno del 1961 con la maharani Videh Kaur, da cui divorziò poi nel 1972.